# کینکی (ژانر فیلم)
کینکی (اسپانیایی: Quinqui‎) نوعی ژانر فیلم بهره‌کشی در سینمای اسپانیا بود که در پایان دهه ۱۹۷۰ و در دهه ۱۹۸۰ بسیار محبوب بود.
فیلم‌های این سبک، حول محور بزهکاری نوجوانان طبقه فرودست، مواد مخدر و عشق بودند و معمولاً بازیگران غیرحرفه‌ای‌اش از کوچه و خیابان انتخاب می‌شدند. برخی کارگردانان مشهور این سبک سینمایی «خوزه آنتونیو دِ لا لوما» و الوی د لا ایگلسیا هستند، اما کارگردانان دیگری نیز همچون کارلوس سائورا، مانوئل گوتیه‌رس آراگن و بیسنته آراندا نیز در برخی از فیلم‌های خود برخی تخیلات اجتماعی سبک کینکی را بازآفرینی کردند.
تمرکز فیلم‌های کینکی بر روی نوجوانان طبقه کارگر محروم در حومه شهرهای اسپانیا بود که درگیر دزدی‌های خرد و جنایات خیابانی بودند. این فیلم‌ها خشونت محض، روابط جنسی بی پروا و آشکار، خشونت پلیس، و معمولاً مصرف هروئین را به تصویر می‌کشیدند.
این سبک از سینما از نئورئالیسم ایتالیا و موج نوی فرانسه الهام گرفت. تعدادی از ستارگان سینمای کینکی در جوانی مُردند که بیشتر به دلیل مصرف هروئین و در برخی موارد به دلیل ابتلا به ایدز بود. برخی از آنها عبارتند از: «خوزه لوئیس مانسانو» (که روسپی‌گری از در ۱۶ سالگی آغاز کرد و در اثر مصرف بیش از حد مواد در ۳۰ سالگی درگذشت)، «خوزه لوئیس فرناندس اِگیا» (ملقب به «پیری» که از ۱۴ سالگی هروئین مصرف می‌کرد و جسدش در ۲۳ سالگی در یک خرابه پیدا شد)، (انخل فرناندس فرانکو (ملقب به «تورته» که در ۳۱ سالگی در اثر ایدز درگذشت) و «خوزه آنتونیو بالدلومار» (در اثر مصرف بیش از حد هروئین در حدود ۴۴ سالگی درگذشت).

## فیلم‌های مشهور این سبک
- جنگجویان خیابانی[۴] (۱۹۷۷)
- چاقوکش‌ها[۲] (۱۹۸۰)
- سریع‌تر، سریع‌تر[۲] (۱۹۸۱)
- رفقا[۲] (۱۹۸۲)
- بیش‌مصرفی[۲] (۱۹۸۳)
- مگر من چه کرده‌ام که سزاوار چنین چیزی باشم؟[۴] (۱۹۸۴)
- من، واکیا[۷] (۱۹۸۵)
- گروگان‌هایی در باریو[۷] (۱۹۸۷)
- لوته: جانت را نجات بده[۷] (۱۹۸۷)